# Mortu Nega
Mortu Nega (português: Morte Negada) é um filme histórico de 1988 de Flora Gomes, realizador da Guiné-Bissau, a sua primeira longa-metragem.
Primeira docuficção do seu país, é, mais precisamente, uma etnoficção, que retrata, de modo expressivo e tocante, as vivências da Guerra de Independência da Guiné-Bissau, fundindo história contemporânea com mitologia, neste caso mitologia  africana. 
Primeiro filme da Guiné-Bissau independente, tem estreia mundial no Festival de Veneza, a 29 de Agosto de 1988.

## Sinopse
Ano de 1973. Diminga acompanha um grupo de guerrilheiros camuflados que, no meio do mato, percorre os trilhos usados para levar abastecimentos de Conakri para a frente de combate, onde luta o seu marido, Saco. Dá-se conta que o país que atravessa é terra queimada. Há morte por todo o lado, mas a esperança mantém-na bem viva. No acampamento onde Saco se encontra, mal tem tempo para estar com ele. Progride a luta dos revoltosos, a certeza da vitória comanda.
1977. A guerra terminou. Mas não chega verdadeiramente a terminar. É certo que, onde Diminga vive, por entre lágrimas, há grandes manifestações de alegria. Mas a seca impera, ela tem o marido doente e outra luta começa. Tão dura é a realidade que só o poder dos deuses, os velhos deuses da terra, lhe poderá valer. 
O filme, nas palavras do seu autor, é uma parábola africana. Conquistada a independência das colónias e eliminado o colonialismo português, a questão que se levanta é a África do século XXI. Uma África – e é isso que Flora Gomes insinua – que África não será sem as suas crenças, os seus mitos, a sua filosofia, a sua cultura.

## Enquadramento histórico
O ano em que o filme estreia, 1988, «não só assinala o vigésimo quinto aniversário da independência da Guiné-Bissau e o assassinato do seu líder Amílcar Cabral como é ainda o ano em que este país praticamente se aniquila numa brutal guerra civil»  (Teresa Ribeiro, jornalista da Voice of América). Trata-se de uma «elegia, não às vítimas da guerra de libertação, mas aos seus sobreviventes».
Obra inteiramente subsidiada pelo governo guineense, que penosamente gere os seus precários recursos (a Guiné-Bissau é na altura considerada como o terceiro pais mais pobre do mundo), recorrendo a autores amadores que se retratam com devoção, suscitando um movimento de solidariedade de gente que «tudo faz para ajudar a produção» desta Death Denied, desta morte negada no limiar do desespero. Uma morte que é o seu contrário: um grito de vida que ressoa nos palcos da história hoje vivida pelo martirizado continente que viu nascer o Homem.
Serve de lembrança (I too bear the memories of the struggle). Serve para sentir o que todas as mães sentiram (I too feel the suffering of all mothers).  Serve para carregar consigo as cicatrizes (I too bear the marks of suffering). Serve para saber estar calado (I too will never speak of it). Serve sobretudo para viver na esperança (For I too, I too live in hope). Legendado em língua universal, revelando todos esses sentires, serve as palavras da história, que a morte negada conta.
Negada a morte, o que conta é a vida. África é isso : invenção sustentada por uma primordial sabedoria, feita de imemoriais relatos em que a imaginação é soberana, por um saber ancestral que tudo guia, do nascimento à morte, da morte à vida : planta bicho ou homem. Numa terra em que nada morre, em que tudo é o mesmo e o que sempre foi, a História não conta. Por essas terras, ela não tem princípio nem tem fim. São terras onde o mito impera.
Por isso Diminga, com todos os outros «reza», num estranho ritual, para fazer com que os deuses da natureza soltem a faísca que fará ribombar o trovão que fará cair a chuva que matará a sede da terra ressequida e a fome dos homens.
O filme toca o coração dos muitos que vêm a história em continuado, em suma, de quem, assustado, vê na história contemporânea certas responsabilidades do passado. Grito e testemunho, o filme faz-se notar por isso. A Mortu Nega dá-se a ver ao mundo em importantes festivais internacionais, é uma lufada de ar fresco, torna-se filme de culto, cumpre a obrigação de se dar a ver. E até chega a ser visto como «um filme que nada tem de ideológico ou moralisante. É uma história de amor, nervosa, carnal, sensível» (René Marx, Pariscope, 14 março, 1990). 
NOTA : perante a escassez de referências, tudo leva a crer que o filme teve dificuldades em termos de distribuição, embora seja inequivocamente a  obra que internacionalmente revelou Flora Gomes.

## Ficha artística
- Bya Gomes - Diminga
- Tunu Eugenio Almada – Sako
- Mamadu Uri Balde – Sanabaio
- M'Male Nhasse – Lebeth
- Sinho Pedro DaSilva – Estin
- Homna Nalete – Mandembo
- Caio Leucadio Almeida – Onkono
- Irene Lopes – Brinsam
- Abi Cassama – enfermeira
- Ernesto Moreira – médico
- Flora Gomes – chefe de sector

## Ficha técnica
- Argumento – Flora Gomes, Manuel Rambault Barcellos e David Lang
- Realização – Flora Gomes
- Produção – Instituto Nacional de Cinema da Guiné-Bissau
- Produtores - Cecília Fonseca, Odette Rosa, Nina Neves Aimée e Jacques Zajdermann
- Fotografia – Dominique Gentil
- Montagem – Christiane Lack
- Formato – 35 mm cor
- Género – docuficção histórica (etnoficção)
- Duração – 92’
- Distribuição – Califórnia Newsreel

## Festivais e Mostras
- 1988 - Festival de Veneza, 29 de Agosto (duas  Menções Especiais)
- 1989 - Festival of Pan-African Cinema (FESPACO), Março.
- 1989 - Festival de Cannes (mercado), 16 de Maio
- 1989 - Belgian Cinedecouvertes, Julho.
- 1989 - London Film Festival, 16-20 de Novembro,.
- 1990 - Seattle International Film Festival, 28 de Maio
- 1990 – Journées cinématographiques de Carthage, Tunis , Outubro / Novembro – prémio Tanit, de bronze
- 1997 - 9th Annual Cascade Festival of African Films, 20 de Fevereiro
- 2000 -  New York Film Center, 15 de Junho

- 2000 - African Film Festival (Harvard Film Archive), 26 de Novembro
- 2003 – Flora Gomes em retrospectiva no African Film Festival (Brown University)

## Artigos Relacionados
- Cinema lusófono
- Cinema da Guiné-Bissau
- Mortu Nega (inglês)
- Mortu Nega (francês)